# Wolfram Drews

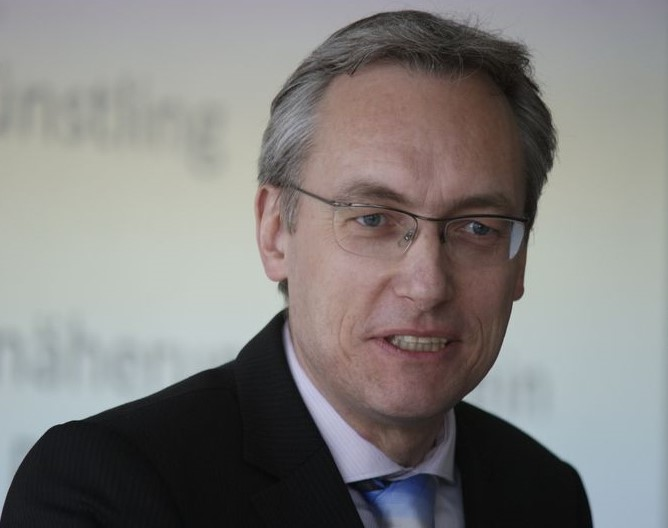
Wolfram Drews, aufgenommen von Werner Maleczek im Jahr 2013.

Wolfram Drews (* 26. März 1966 in Rostock) ist ein deutscher Historiker. Drews lehrt seit 2011 als Professor für Mittelalterliche Geschichte an der Universität Münster. In der Fachwelt ist er vor allem mit Arbeiten zur Welt- und Globalgeschichte, zur transkulturellen Geschichte und zu Herrschafts- und Integrationsstrategien im christlichen und islamischen Mittelalter sowie zu Verflechtungsprozessen im christlich-jüdisch-islamischen Umfeld hervorgetreten. In seinen Forschungen befasst er sich auch mit Grenzbereichen Europas, Byzanz und Spanien.

## Leben und Wirken

### Akademische Laufbahn
Wolfram Drews studierte Geschichte, Judaistik, Theologie, Anglistik und Romanistik in Berlin, Jerusalem und Córdoba. Von 1998 bis 2001 war er wissenschaftlicher Mitarbeiter am Institut für Judaistik der Universität Göttingen. Im Jahr 2000 wurde er im Fach mittelalterliche Geschichte promoviert bei Kaspar Elm und Peter Schäfer an der FU Berlin mit einer Arbeit zur Funktionalisierung des Antijudaismus im westgotischen Spanien. Seine Dissertation wurde 2001 mit dem Friedrich-Meinecke-Preis ausgezeichnet. Von 2001 bis 2011 war er wissenschaftlicher Mitarbeiter am Franz Joseph Dölger-Institut der Universität Bonn.
Im Wintersemester 2007/08 erfolgte seine Habilitation an der Universität zu Köln mit einer vergleichenden Arbeit zur Kulturgeschichte des Politischen im islamischen und christlich-lateinischen Mittelalter. Drews hatte Gastprofessuren an der Humboldt-Universität zu Berlin (Wintersemester 2008/09 und Sommersemester 2009), der Ruhr-Universität Bochum (Sommersemester 2010) und an der Universität zu Köln (Wintersemester 2010/11). Zum 1. März 2011 wurde er als Nachfolger von Gerd Althoff Professor für Geschichte des frühen und hohen Mittelalters an der Universität Münster. Im Januar 2012 hielt er dort seine Antrittsvorlesung.
Im Sommersemester 2012 war Drews Fellow an der Dumbarton Oaks Research Library der Harvard University. Drews war 2011 Mitherausgeber und ist seit 2012 einer der Herausgeber der Fachzeitschrift Frühmittelalterliche Studien. Drews war von 2012 bis 2014 Geschäftsführender Direktor des Historischen Seminars. Er ist seit 2012 Geschäftsführender Direktor des Instituts für Frühmittelalterforschung. Von 2013 bis 2017 war Drews Vizepräsident des Mediävistenverbandes, von 2017 bis 2023 war er dessen Präsident. Seit 2023 ist er Teilprojektleiter innerhalb der Forschungsgruppe „Xenokratie vor Ort. Administration und kulturelle Verflechtung in der Vormoderne“. Seit 2024 ist er Prodekan für Forschung und wissenschaftlichen Nachwuchs des Fachbereichs 08 Geschichte / Philosophie.
Er ist Mitglied im Verband der Historiker und Historikerinnen Deutschlands, im Deutschen Hochschulverband, im Verband der Judaisten in Deutschland, in der Görres-Gesellschaft zur Pflege der Wissenschaft, seit 2018 in der Academia Europaea und seit 2020 im Konstanzer Arbeitskreis für mittelalterliche Geschichte.

### Forschungsschwerpunkte
Seine Forschungsschwerpunkte sind die Kulturgeschichte des Politischen im Mittelalter, die Historische Komparatistik, die Welt- und Globalgeschichte, die transkulturelle Geschichte, die Herrschafts- und Integrationsstrategien im christlichen und islamischen Mittelalter, das Königtum im frühen und hohen Mittelalter sowie Akkulturationsprozesse im Umfeld christlich-jüdisch-islamischer Interaktion.
In seiner 2001 veröffentlichten Dissertation widmete er sich ausführlich dem antijüdischen Traktat Isidors von Sevilla. Nach Drews hat die bisherige Forschung Isidors philologische Kenntnisse überschätzt. Nach seinen Studien war Isidor weder des Hebräischen noch des Griechischen mächtig. Mit seinem Traktat De fide catholica contra Iudaeos habe er sich nicht an die Juden gewandt, sondern sein kultureller und geistiger Horizont beschränke sich auf die Traditionen der gotisch-katholischen Gemeinschaft. Beim Verfassen des Traktats habe Isidors Absicht darin bestanden, katholische Christen in ihrem Glauben zu bestärken und sie auf mögliche jüdische Argumente und Einwände vorzubereiten. Der Traktat habe die Funktion, die Verschmelzung von Westgoten und Hispanoromanen zu einem einheitlichen „Staatsvolk“, der gens Gothorum, zu fördern. Nach einem von Drews 2002 erschienenen Aufsatz verschmelzen römische und gotische Traditionen in Isidors Darstellung der Historia Gothorum zu einem Geschichtsbild, das „als Grundlage für das Selbstbild der hispanogotischen Gesellschaft des siebten Jahrhunderts dienen sollte“.
In seiner Habilitationsschrift befasst er sich mit dem nahezu gleichzeitigen Dynastiewechsel von Merowingern zu Karolingern im Frankenreich und von Umayyaden zu Abbasiden im islamischen Kalifat. Er verfolgt den Anspruch „ein traditionelles Forschungsfeld der Geschichtswissenschaft aus einer neuen Untersuchungsperspektive in den Blick zu nehmen“. Bis dahin waren Ansätze transkultureller historischer Komparatistik in der deutschen Mediävistik selten erprobt worden. Seine Arbeit möchte er als „als Beitrag zu einer politischen Kulturgeschichte“ verstehen. In einem systematischen Vergleich fragt er nach den strukturellen Voraussetzungen für beide Dynastiewechsel und den herrschaftsstabilisierenden Strategien. Die Arbeit konzentriert sich auf die Zeit Karls des Großen (768–814) und al-Ma'mūn (813–833). Die neuen an die Herrschaft gekommenen Dynastien standen unter einem starken Legitimationszwang. Drews konzentriert sich deshalb auf die Argumente und Strategien, die „zur Formulierung und Propagierung von (erfundenen) Traditionen und Herrschaftsansprüchen herangezogen wurden“. In vier Hauptkapiteln befasst er sich mit Diskursen (S. 38–173), Praktiken (S. 174–235) sowie kulturellen und religiösen Parametern der Herrschaftslegitimation (S. 236–329). Zum Abschluss (S. 330–436) unternimmt Drews den Versuch, „die kulturellen Grundlagen und Voraussetzungen zu analysieren, die für die politischen Handlungsspielräume der karolingischen und abbasidischen Akteure maßgebend waren“. Im Ergebnis stellt er fest, dass sich die beiden Dynastiewechsel „ganz erheblich in ihren kulturellen Rahmenbedingungen“ unterschieden. Die Karolinger stützten sich auf verschiedene Rituale und Institutionen, während die Abbasiden nur unter ungleich schwierigeren Bedingungen derartige institutionelle Legitimationsgründe anführen konnten. Die Abbasiden legitimierten sich nur über ihre Religion. Im Islam fehlte ein Äquivalent zur Kirche. Der Islam kannte keine Sakramente, aus denen sich konsensfähige Rituale zur Herrschereinsetzung hätten entwickeln können. Die Karolinger stellten den Zusammenhang mit der (christianisierten) Antike her, während die Abbasiden „legitimierendes Kapital nur aus der islamischen sowie der vorislamischen arabischen Überlieferung“ beziehen konnten.
In einem 2011 verfassten Beitrag über transkulturelle Perspektiven in der mittelalterlichen Historiographie wirft er die Fragen auf, „ob es im christlichen (oder jüdischen) Mittelalter keine derartigen globalgeschichtlichen Darstellungen gegeben“ habe und „warum das europäische Mittelalter in aktuellen Genealogien der Globalgeschichte üblicherweise übergangen wird“. Er verweist auf die Eigenart der mittelalterlichen Weltchroniken, die vor allem in einem zeitlichen und heilsgeschichtlichen und nur einschränkt in einem räumlichen Sinn als universal angesehen werden können. Den kastilischen Autor Rodrigo Jiménez de Rada und dessen in den 1240er Jahren entstandene „Historia  Arabum“ versteht Drews als mittelalterliches Beispiel eines „globalgeschichtlichen Zugriffs“.
Im Jahr 2016 gab Drews mit Christian Scholl die Ergebnisse einer 2013 veranstalteten Tagung zum Thema transkulturelle Verflechtungsprozesse in der Vormoderne heraus. Die Untersuchungen konzentrieren sich auf vormoderne Verflechtungsprozesse der unterschiedlichsten Art zwischen Kulturen, Regionen und sozialen Gruppen. Drews leitete eine internationale Tagung zum Thema „Die Interaktion von Herrschern und Eliten in imperialen Ordnungen“. Die Tagung fand im Rahmen des Exzellenzclusters „Religion und Politik“ im Juni 2015 in Münster stattfand. Der von Drews 2018 herausgegebene Band leistet einen wichtigen Beitrag zur Erforschung von Imperien.

## Schriften
Monografien
- Die Karolinger und die Abbasiden von Bagdad. Legitimationsstrategien frühmittelalterlicher Herrscherdynastien im transkulturellen Vergleich (= Europa im Mittelalter. Bd. 12). Akademie-Verlag, Berlin 2009, ISBN 978-3-05-004560-3 (Teilweise zugleich: Köln, Universität, Habilitations-Schrift, 2007).
- Juden und Judentum bei Isidor von Sevilla (= Berliner historische Studien. Bd. 34). Duncker & Humblot, Berlin 2001, ISBN 3-428-10571-0 (Zugleich: Berlin, Freie Universität, Dissertation, 2000).

Herausgeberschaften
- mit Ulrich Pfister, Martina Wagner-Egelhaaf: Religion und Entscheiden. Historische und kulturwissenschaftliche Perspektiven (= Religion und Politik. Bd. 17). Ergon-Verlag, Baden-Baden 2018, ISBN 3-95650-390-2.
- Die Interaktion von Herrschern und Eliten in imperialen Ordnungen des Mittelalters (= Das Mittelalter. Perspektiven mediävistischer Forschung. Beihefte. Bd. 8). De Gruyter, Berlin 2018, ISBN 3-11-057255-9.
- mit Antje Flüchter, Christoph Dartmann, Jörg Gengnagel, Almut Höfert, Sebastian Kolditz, Jenny Rahel Oesterle, Ruth Schilling, Gerald Schwedler: Monarchische Herrschaftsformen der Vormoderne in transkultureller Perspektive (= Europa im Mittelalter. Abhandlungen und Beiträge zur historischen Komparatistik. Bd. 26). De Gruyter, Berlin 2015, ISBN 3-11-041164-4.
- mit Heike Schlie: Zeugnis und Zeugenschaft. Perspektiven aus der Vormoderne (= Trajekte. Eine Reihe des Zentrums für Literatur- und Kulturforschung Berlin). Fink, München 2011, ISBN 978-3-7705-4905-4.
- mit Jenny Rahel Oesterle: Transkulturelle Komparatistik. Beiträge zu einer Globalgeschichte der Vormoderne (= Comparativ. Zeitschrift für Globalgeschichte und vergleichende Gesellschaftsforschung. Jg. 18 (2008), Heft 3/4). Leipziger Universitäts-Verlag, Leipzig 2008, ISBN 3-86583-335-8.